# الفعالية التنظيمية
الفعالية التنظيمية هي المفهوم الذي يبين مدى فعالية المنظمة في تحقيق النتائج المستهدفة. وتهتم مجموعات الفعالية التنظيمية في المنظمات بشكل مباشر بالعديد من المجالات الرئيسية ومنها إدارة المواهب وتطوير القيادة وتصميم المنظمة وهيكلها وتصميم القياسات وبطاقات الأداء وتنفيذ التغيير والتحوُّل وتوظيف الأساليب الذكية والتكنولوجيا الذكية لإدارة رأس المال البشري للشركة وصياغة أجندة الموارد البشرية الأكثر شمولا. وإذا كان لدى المنظمة ممارسات وبرامج في المجالات المذكورة أعلاه، فإن مجموعة الفعالية التنظيمية تقوم بعدد من الأدوار التالية أو جميعها:
- فحص التساوق بين المجالات وتحسينه
- تحسين التوازنات بين الاعتمادية والسرعة والجودة في المجالات المذكورة أعلاه
- وضع استراتيجيات معدلات تبني/اعتماد أعلى في هذه المجالات
- التيسير / المبادرة / التحفيز على بناء القدرات: الهيكل والأسلوب والناس

يطرح التقدم السريع في العلوم الاجتماعية والتكنولوجيا بمساعدة التجارب الذكية والمراقبة الكثير من الحقائق أمام المجتمع. فهناك العديد من تخصصات العلوم الاجتماعية التي تساعد ممارس الفعالية التنظيمية على النجاح.
وقد تم تحديد أربعة منها فيما يلي:
- صنع القرار – هي الطرق التي يتخذ بها الأشخاص الفاعلون القرارات التي تمكنهم من اتخاذ قرارات جيدة في الأوقات المناسبة وتحسين جودة القرارات من خلال الاستفادة من التخصصات المساعدة (منها على سبيل المثال - الاقتصاد السلوكي) وتكرار التجارب ذات الصلة وإنشاء تجارب جديدة وتنفيذ نتائجها لجعل المنظمات فاعلة.
- التغيير والتعلم – هي الطرق التي يقوم من خلالها الأشخاص الفاعلون بالتعلم والتغيير والتبني (الاعتماد) والتوافق والتأثر بحركيات البيئة وتسخير هذه المعرفة لإنشاء منظمات فعالة تكون رائدة في التغيير والتعلم.
- فعالية المجموعة – هي الطرق التي يعمل بها الأشخاص الفاعلون معاً بشكل جيد خصوصا من حيث تهيئة الأفكار الجديدة والإبداعات وتطبيق بروتوكولات التعامل مع الناس وتأثير الرقمنة والافتراضية في المنظمات على هذه البروتوكولات.
- التنظيم الذاتي والأنظمة المتكيفة – هي الطرق التي تعمل بها الأنظمة ذاتية التنظيم والأنظمة ذات الارتباط الشديد بالشبكة والدروس المستفادة منها والطرق الملموسة التي يمكن من خلالها تسخيرها لجعل المؤسسات أكثر فعالية.

يتم تطبيق الفكرة الأوسع للفعالية التنظيمية على المنظمات غير الربحية بغية اتخاذ قرارات التمويل. وتهتم المؤسسات وغيرها من مصادر المنح والأنواع الأخرى من الأموال بالفعالية التنظيمية لأولئك الأشخاص الذين يسعون للحصول على الأموال من تلك المؤسسات. ويوجد لدى تلك المؤسسات دائماً فائض من الطلبات للحصول على أموال أو عروض تمويل وهي تتعامل مع التمويل على أنه استثمار باستخدام ذات الحرص الذي يتبعه صاحب رأس المال الاستثماري في اختيار شركة للاستثمار فيها.
وفقًا لريتشارد وآخرون (2009) فإن الفعالية التنظيمية تجسد الأداء التنظيمي بالإضافة إلى عدد لا يحصى من نتائج الأداء الداخلي المرتبطة عادة بعمليات أكثر كفاءة أو فاعلية وكذلك تدابير خارجية أخرى تتعلق باعتبارات أوسع من تلك المرتبطة بالتقييم الاقتصادي (إما من قبل المساهمين أو المدراء أو العملاء) مثل المسؤولية الاجتماعية للشركات.
غير أن علماء الفعالية التنظيمية غير الربحية يقرون بأن هذا المفهوم له أبعاد متعددة وتعريفات متعددة. فعلى سبيل المثال، في حين أن معظم قادة المنظمات غير الربحية يعرّفون الفعالية التنظيمية على أنها «المسؤولية عن النتائج» أو المدى الذي وصلته المنظمة في تحقيق مستويات محددة من التقدم نحو أهدافها الخاصة، فإن أقلية من قادة المنظمات غير الربحية تعرّف الفعالية على أنها «الحد من النفقات العامة» أو الحد من جمع الأموال والتكاليف الإدارية. وبالتالي فإن تقييم الفعالية التنظيمية يتم عادة داخل المنظمات غير الربحية باستخدام النماذج المنطقية. والنماذج المنطقية هي أداة إدارية مستخدمة على نطاق واسع في القطاع غير الربحي في تقييم البرامج. ويتم إنشاء النماذج المنطقية لبرامج محددة لربط مدخلات محددة وقابلة للقياس بتأثيرات محددة وقابلة للقياس. وفي العادة تحدِّد النماذج المنطقية كيف تقوم مدخلات البرنامج مثل المال ووقت الموظفين بإنتاج الأنشطة والمخرجات مثل الخدمات المقدمة والتي تؤدي بدورها إلى تأثيرات مثل تحسين حالة المستفيدين. 